# Secretaría General de Recursos Agrarios y Seguridad Alimentaria

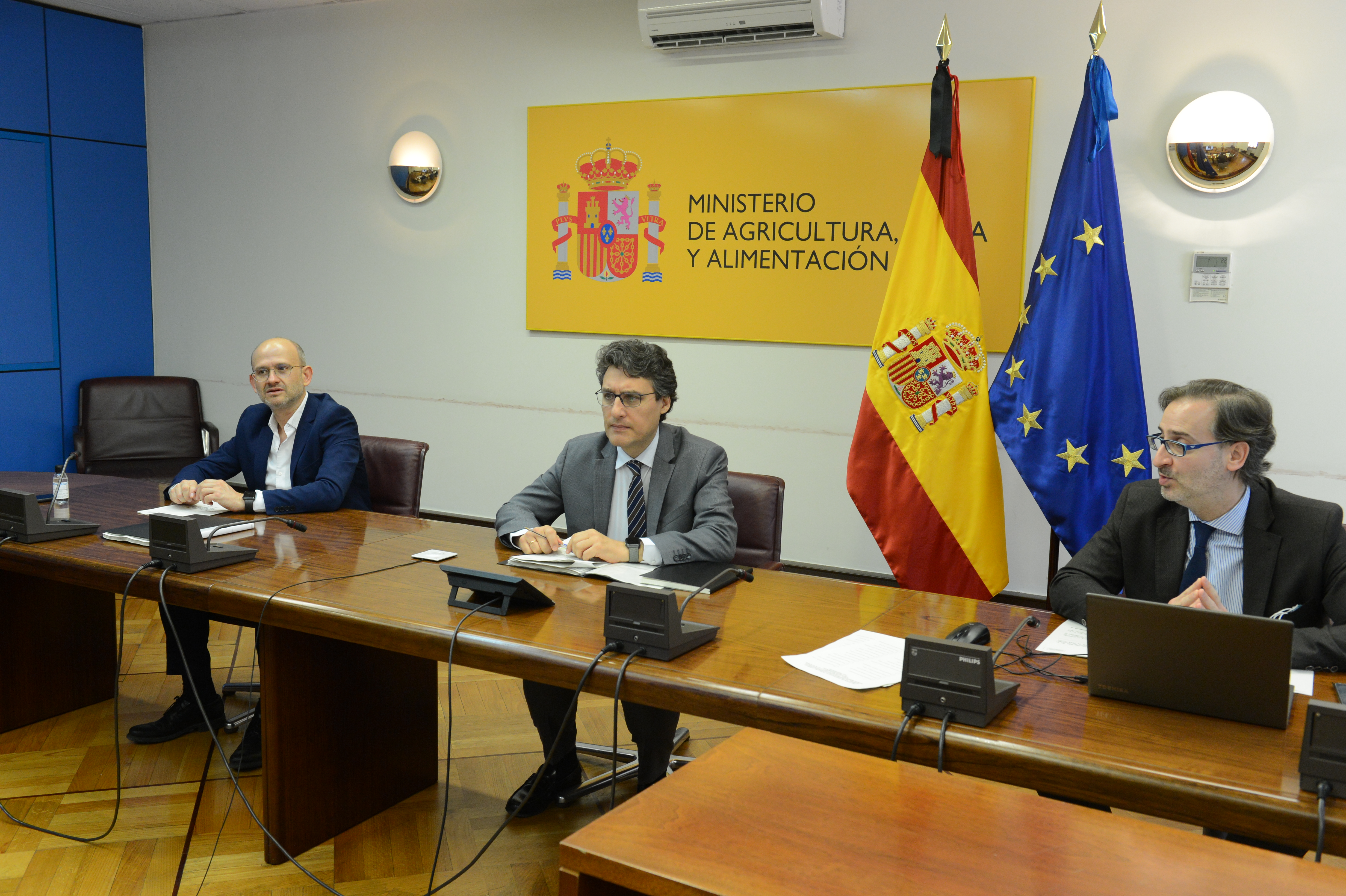
El secretario general, Fernando Miranda (centro), durante la reunión plenaria del Consejo General de Organizaciones Interprofesionales Agroalimentarias en mayo de 2020.

La Secretaría General de Recursos Agrarios y Seguridad Alimentaria (SGRASA) de España es el órgano directivo del Ministerio de Agricultura, Pesca y Alimentación que, bajo la dependencia del ministro, ejerce la gestión directa de la Política Agrícola Común (PAC), y el desarrollo y coordinación de las relaciones multilaterales en el marco de las políticas agroalimentarias, y las relaciones entre los agentes de la cadena alimentaria y la sostenibilidad y el sistema alimentario.
Le corresponde, asimismo, la definición, propuesta y ejecución de las políticas del Ministerio referentes a industrias y mercados alimentarios, recursos agrícolas y ganaderos, sanidad animal y vegetal, acuerdos sanitarios y fitosanitarios con terceros países, y relaciones bilaterales y multilaterales en materia agroalimentaria.

## Historia
La Secretaría General de Agricultura y Alimentación se crea en mayo de 1996 como un órgano directivo del Ministerio de Agricultura, Pesca y Alimentación que asumía las competencias de la Secretaría General de Producciones y Mercados Agrarios, de la Secretaría General de la Alimentación, y de la Secretaría General de Desarrollo Rural y Conservación de la Naturaleza en lo relativo al desarrollo rural. Para ello, se estructuraba a través de cinco direcciones generales con competencias sobre producciones y mercados agrarios, producciones y mercados ganaderos, sanidad de la producción agraria, planificación y desarrollo rural y política alimentaria e industrias agrarias y alimentarias.
En el año 2000 perdió las competencias en alimentación, que fueron asumidas por la subsecretaría, denominándose únicamente «de Agricultura» y con dos únicas direcciones generales centradas en la agricultura y la ganadería. Esta estructura no llegó a durar tres años, pues en marzo de 2003 se recuperó la denominación y competencias originales.
Durante la primera legislatura socialista apenas hubo cambios, no así en la segunda legislatura del socialista José Luis Rodríguez Zapatero. En la mencionada legislatura desapareció el Ministerio de Agricultura pasando sus competencias al nuevo Ministerio de Medio Ambiente, y Medio Rural y Marino y la SGAA fue suprimida pasando sus órganos y competencias a la nueva Secretaría de Estado de Medio Rural y Agua.
En la x legislatura el gobierno conservador de Mariano Rajoy recuperó la SGAA con las mismas competencias que antaño y una estructura similar en torno a cuatro direcciones generales, que han mantenido los diferentes gobiernos hasta hoy.
En 2020, perdió las funciones relativas a la política forestal, que fueron transferidas al Ministerio para la Transición Ecológica y el Reto Demográfico. Asimismo, se le añadió una nueva subdirección general para la planificación de políticas agrarias.
En diciembre de 2023 se renombró como Secretaría General de Agricultura y Alimentación y perdió competencias sobre Desarrollo Rural, Innovación y Formación Agroalimentaria, que pasaron a la nueva Secretaría de Estado de Agricultura y Alimentación.

## Funciones
Las funciones específicas de la Secretaría General se regulan en el artículo 4 del Real Decreto 717/2024, de 23 de julio, y son:
- El ejercicio de las funciones atribuidas al Ministerio en materia de producciones y mercados agrícolas, ganaderos, concentración de la oferta, sanidad animal y vegetal, así como la planificación, dirección y coordinación de las políticas activas del Departamento en materia de industrias y mercados alimentarios, asegurando especialmente la seguridad alimentaria y el bienestar animal.
- La determinación de los criterios que permitan establecer la posición española ante la Unión Europea y en los acuerdos de esta con terceros países, así como en otras organizaciones y foros internacionales, que tengan contenido agrario y alimentario, y actuar como interlocutor ante dichas instancias internacionales, sin perjuicio de las competencias de otros órganos del Ministerio y otros departamentos ministeriales.
- La coordinación, cooperación y colaboración con las comunidades autónomas y las entidades más representativas en las materias antes señaladas, así como elaborar las propuestas que permitan establecer la posición española sobre dichos asuntos ante la Unión Europea y otras organizaciones o foros internacionales.
- El ejercicio de las funciones de autoridad nacional de gestión del Plan Estratégico de la PAC, de acuerdo con lo establecido en el artículo 123 del Reglamento 2021/2115, por el que se establecen normas en relación con la ayuda a los planes estratégicos que deben elaborar los Estados miembros en el marco de la PAC.

## Estructura
De la Secretaría General dependen los siguientes órganos:
- La Dirección General de Producciones y Mercados Agrarios.
- La Dirección General de Sanidad de la Producción Agroalimentaria y Bienestar Animal.
- La Dirección General de Alimentación.
- La Subdirección General de Apoyo y Coordinación, a la que corresponden las relaciones institucionales, las funciones de planificación y programación de las actividades de la Secretaría General, así como las de apoyo a las unidades competentes de la Subsecretaría en materia de gestión presupuestaria y de recursos humanos; el asesoramiento y participación en la elaboración de las normas y actos cuya iniciativa proceda de los órganos de la Secretaría General, sin perjuicio de las competencias que en esta materia tiene asignadas la Secretaría General Técnica; el análisis, seguimiento y coordinación, con otras unidades del Departamento, de los distintos asuntos relacionados con el comercio internacional de productos agroalimentarios sin perjuicio de las competencias de otros departamentos; y asume la coordinación de las unidades con competencia en materia de control oficial de la producción primaria y ejercer como interlocutor de otros entes o Departamentos con competencia en dicho control.
- La Subdirección General de Planificación de Políticas Agrarias, a la que corresponde la planificación estratégica de la Política Agrícola Común, así como su seguimiento y evaluación y la interlocución con la Comisión Europea como autoridad de gestión, en coordinación con los órganos directivos de la Secretaría de Estado de Agricultura y Alimentación y de la Secretaría General. Le corresponde igualmente la realización de estudios e informes de evaluación de las políticas dentro de sus competencias, así como el ejercicio de las funciones asignadas a la Secretaría General como autoridad de gestión del Plan Estratégico de la PAC.

### Organismos adscritos
- El Fondo de Garantía Agraria (FEGA).
- La Agencia de Información y Control Alimentarios (AICA).
- Las áreas funcionales de agricultura y pesca, integradas en las Delegaciones del Gobierno, en el ámbito de sus competencias.

Asimismo, ejerce la tutela funcional de las sociedades mercantiles estatales MERCASA, S.M.E., y CETARSA, S.M.E., así como la coordinación de las relaciones institucionales y la actuación del Departamento en relación con estas.

## Secretarios generales
La actual secretaria general de Recursos Agrarios y Seguridad Alimentaria es Ana Rodríguez Castaño desde el 23 de julio de 2024, en sustitución de Fernando Miranda Sotillos. Rodríguez Castaño, al igual que su predecesor, había sido anteriormente directora general de Producciones y Mercados Agrarios.

## Presupuesto
La Secretaría General de Agricultura y Alimentación posee la mayor dotación presupuestaria de todos los órganos del Departamento, que alcanza los 8 000 633 280 € para el año 2023. Esto se debe a que de la SGAA depende el Fondo de Garantía Agraria (FEGA), el cual tiene una dotación superior a los 7.400 millones de €, es decir, más del 90% del presupuesto total del Ministerio. De acuerdo con los Presupuestos Generales del Estado para 2023, la SGAA participa en diez programas:
| Nº Programa                                                              | Programa | Dotación        | Ref.   |
| ------------------------------------------------------------------------ | --- | --------------- | ------ |
| 231F                                                                     | Otros servicios sociales del Estado a través del Fondo de Garantía Agraria | 101 650 340 €   | [ 12 ] |
| 411M                                                                     | Dirección y Servicios Generales de Agricultura, Pesca y Alimentación | 6 406 000 €     | [ 13 ] |
| 412C                                                                     | Competitividad y calidad de la producción y los mercados agrarios a través de la Dirección General de Producciones y Mercados Agrarios                                                        | 58 454 270 €    | [ 14 ] |
| 412D                                                                     | Competitividad y calidad de la sanidad agraria a través de la Dirección General de Sanidad de la Producción Agraria                                                                           | 46 690 500 €    | [ 15 ] |
| 412M                                                                     | Regulación de los mercados agrarios | 30 408 840 €    | [ 16 ] |
| 412M                                                                     | Regulación de los mercados agrarios a través de la Agencia de Información y Control Alimentarios                                                                                              | 9 305 480 €     | [ 16 ] |
| 412M                                                                     | Regulación de los mercados agrarios a través del Fondo de Garantía Agraria | 5 747 582 930 € | [ 16 ] |
| 413A                                                                     | Competitividad industria agroalimentaria y calidad alimentaria a través de la Dirección General de la Industria Alimentaria                                                                   | 34 387 250 €    | [ 17 ] |
| 414A                                                                     | Gestión de recursos hídricos para el regadío, caminos naturales y otras infraestructuras rurales a través de la Dirección General de Desarrollo Rural, Innovación y Formación Agroalimentaria | 157 022 570 €   | [ 18 ] |
| 414B                                                                     | Desarrollo del medio rural a través de la Dirección General de Desarrollo Rural, Innovación y Formación Agroalimentaria                                                                       | 189 238 090 €   | [ 19 ] |
| 414B                                                                     | Desarrollo del medio rural a través del Fondo de Garantía Agraria | 1 593 307 290 € | [ 19 ] |
| 41KB                                                                     | Proyectos tractores de digitalización de la Administración General del Estado a través del Fondo de Garantía Agraria                                                                          | 10 000 000 €    | [ 20 ] |
| 000X                                                                     | Transferencias internas a través del Fondo de Garantía Agraria | 16 179 720 €    | [ 21 ] |
| Total presupuesto de la Secretaría General de Agricultura y Alimentación | Total presupuesto de la Secretaría General de Agricultura y Alimentación | 8 000 633 280 € |        |